# Poul Corona
Poul Villiam Corona (født 25. juni 1872 i København, død 16. september 1945 sammesteds) var en dansk maler.
Poul Coronas barndom var præget af moderens liv som markedsgøgler. Han skiftede sit efternavn fra Kronemann til Corona, da han mente at stamme fra en gammel zigeunerslægt med det navn. Som ung kom Corona til Kristiania, hvor Christian Krohg introducerede ham til Erik Werenskiold. Han var desuden udøvende musiker og digter.